# 真理号战列舰
真理号战列舰（法語：Vérité）是法國海軍於1900年代所建造的前無畏艦，同時是自由級戰艦的三號艦。本艦屬1900年艦隊法案其中之一，設計佈局承襲自共和級戰艦，與前一級最大的差別在於本級艦採用口徑更大的副砲型號。本艦於1903年4月開始鋪設龍骨，1907年5月28日時首次下水，並在1908年9月11日服役。艦上的主要武器為4門305公釐口徑1893/96年型主砲，這些主砲配置於2座雙聯裝砲塔內，另副砲以194公釐口徑1902年型火砲取代共和級的164公釐口徑1896年型火砲。其推進系統由3組垂直型三脹式蒸汽機與22台貝爾維爾（Belleville）式鍋爐組成，航速上可達18節（33每小時；21英里每小時）左右。然而以全裝重型火炮（All-Big-Gun）設計概念建造的无畏号战列舰開始於1906年12月服役於英國皇家海軍，這使得本艦及其同型艦在服役時即淪為二流戰艦。
在正式服役前幾個月，法國總統阿爾芒·法利埃曾於1908年7月至8月間搭乘真理號前往波羅的海進行國事訪問。正式服役後，法國海軍將真理號指派到法國地中海艦隊第2總隊，並駐紮於土倫。服務初期，真理號的主要任務為海上演習、執行巡航任務、或是於法國各個地中海港口執行訪問行動等，另外還多次參與國內與國際的海軍閱兵典禮。1909年9月，真理號與正義號、自由號一同代表法國，前往美國參加哈德遜-富爾頓慶典。當姊妹艦自由號於1911年9月在土倫發生彈藥艙爆炸時，停在附近的真理號也受到波及而損傷。
當第一次世界大戰於1914年8月爆發後，真理號被指派至法國地中海艦隊，首要任務為協助護航從法屬北非至法國本土間的運兵艦隊，以面對德軍入侵法國北部。隨後真理號被調往亞得里亞海，隨艦隊抵禦奧匈帝國海軍，並在8月的安提瓦里海戰中，協助聯軍艦隊擊沉奧匈帝國海軍的澤塔號防護巡洋艦。1914年9月，法國海軍將真理號轉調至達達尼爾海峽總隊，隨後本艦於1914年11月轟炸鄂圖曼帝國的沿海要塞，此後在達達尼爾海峽執行巡邏任務，海上封鎖並禁止違禁品海運至鄂圖曼帝國，直到1914年12月中才離開該海域。直到1916年聯軍開始動用軍事武力壓迫希臘王國加入協約國政營前，真理號幾乎沒有收到任何任務。在聯軍開始逼迫希臘後，真理號與祖國號被派往薩洛尼卡，並在1916年5月時協助擊落一艘正在該地執行偵察任務的齊柏林飛船。1916年12月，真理號隨艦隊海上封鎖保皇派控制的希臘地區。戰爭後期，真理号沒有再執行任何行動，並在第一次世界大戰結束後，於1919年被法國海軍轉調至後備艦隊，最終在1921年出售給義大利拆船廠。

## 設計

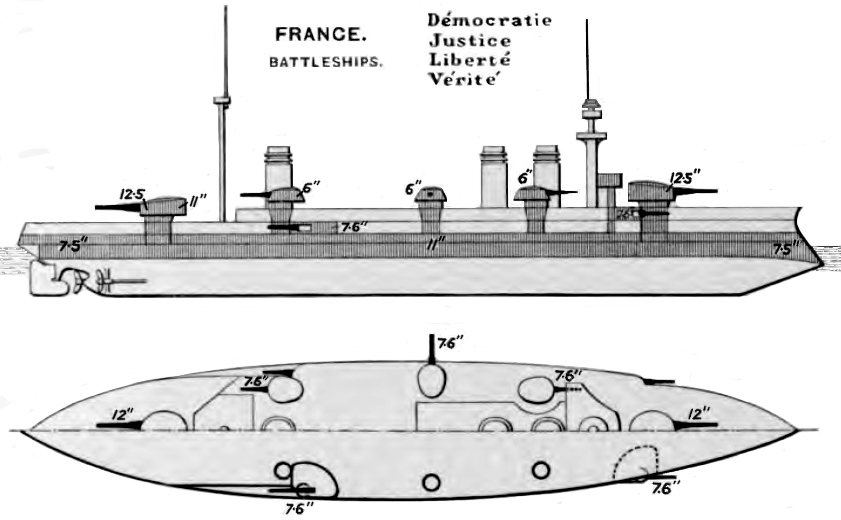
自由級描繪圖，出自1906年的布拉希海軍年鑑（Brassey's Naval Annual）。

自由級戰艦真理號原預計為共和級戰艦的一部分，但在英國皇家海軍開始建造英王愛德華七世級戰艦後，影響到共和級後續的建造計畫，英王愛德華七世級戰艦在副砲口徑上採用9.2英寸（230），促使法國海軍總參謀部要求將接下來要建的4艘共和級戰艦重新設計，以便能配置口徑更大的副砲。然而諷刺的是，設計師白勞易曾預計在共和級戰艦上提出相關配備方案，但因口徑較小的164.7（6.48英寸）口徑火炮射速較快，因而總參謀部拒絕口徑較大的副砲方案。這項改動除了造成武器配備不同外，大體上與共和級戰艦相似，因此自由級所屬的4艘同型艦有時被認為是共和級的亞型艦。
真理號戰艦於1903年4月在波爾多吉倫特鍛造和造船廠放置龍骨，其姊妹艦正義號也在同一月份開始建造。1907年5月28日，本艦首次下水，最終於1908年6月開始服役，是自由級4艘艦中最晚下水及服役的艦艇。然而，英國的无畏号無畏艦已在1906年12月2日開始服役，該艦採全巨砲設計（all-big-gun），主砲使用10門12英寸（300）口徑火砲，並使用能提供更高航速的蒸汽渦輪發動機當作推進系統，使得本艦及其同型的前無畏艦在服役前即性能過時。
本艦全長135.25（443英尺9英寸）；舰宽24.25（79英尺7英寸）；吃水深度為8.2米（26英尺11英寸）。在滿載狀況下，真理號排水量在14,900公噸（14,700長噸）。推進系統上則為三軸推進，以垂直型三脹式蒸汽機為動力來源，並安裝22台貝爾維爾（Belleville）式鍋爐。此系統可提供17,500匹公制馬力（17,300匹指示馬力），使本艦最高航速達18節（33每小時；21英里每小時）。艦上平時燃煤庫存為900公噸（890長噸；990短噸），最大儲存量可達1,800公噸（1,800長噸；2,000短噸）；在最大燃煤庫存下，若以10節（19每小時；12英里每小時）巡航速度航行，其續航半徑可達8,400海里（15,600；9,700英里）。出航執勤時，艦上可容納32名軍官及710名船員。
真理號的主要武器為4門305公釐口徑1893/96年型主砲，這4門主砲安裝在2座雙聯裝砲塔內，而2座主砲塔則分配至前甲板與後甲板側。本艦次要武器為10門194公釐口徑1902年型火砲；其中6門以單裝方式安裝在砲塔內，另外4門則設置在船體炮廓處；另外還有13門65公釐口徑1891年型火砲及10門哈其開斯3磅艦炮等；舷侧兩側水線下方另有2組450（17.7英寸）口徑魚雷管。
本艦的主裝甲帶在船舯最大厚度為280（11英寸），並與2裝甲甲板相連接著，上裝甲甲板與下裝甲甲板的厚度分別為54（2.1英寸）與51（2.0英寸），在主裝甲帶與裝甲甲板相連處的傾斜裝甲厚為70（2.8英寸）。主砲塔最大裝甲厚度位於砲塔正面，厚度達360（14英寸），而副砲塔正面裝甲厚度也有156（6.1英寸）厚，位在炮廓處的副砲則以174（6.9英寸）厚的裝甲保護著；另外，司令塔側面以266（10.5英寸）厚的裝甲保護著。

### 改裝
在1912年到1914年期間，法國海軍試圖嘗試改裝真理號與民主號等艦，以便能改進305公釐口徑1893/96年型主砲性能，不過針對火炮提升仰角或是相關增加射程等改進方案在多次嘗試後都以失敗收場；然而海軍人員改將砲塔後方兩側的空艙間灌水注滿，讓砲塔向後傾斜2度，被動地讓火炮仰角有所提升，同時使最大射程半徑從12,500至13,500（41,000至44,300英尺）。1915年至1916年期間，副砲塔配置一台新的電動機，用以提升運轉及升降效率；另外位在艦橋兩側的哈其開斯3磅艦炮被移除，後上層建築的2門3磅艦炮則被移至後主砲塔頂部。1915年12月8日，海軍司令部發布命令，要求將艦上的輕裝火炮數量修改為8門3磅艦炮及10門65 mm（2.6英寸）口徑1902年型火砲。1916年時，一部分的輕裝火炮再次進行改裝，其中4門3磅艦炮改以高角度防空座安置，並配置在後主砲塔及第7與第8座副砲塔頂部。在射控系統上，本艦於1912年至1913年期間安裝2組長2（6英尺7英寸）的巴爾與史特勞德測距儀；至第一次世界大戰結束時，除了這2組長2（6英尺7英寸）的測距儀外，還配備2組長2.74米（9英尺0英寸）的測距儀，其中一組2.74米（9英尺0英寸）測距儀配置在後上層建築，並當作高角度射控系統用。

## 服役歷程

### 一次世界大戰前

#### 1903年至1910年期間

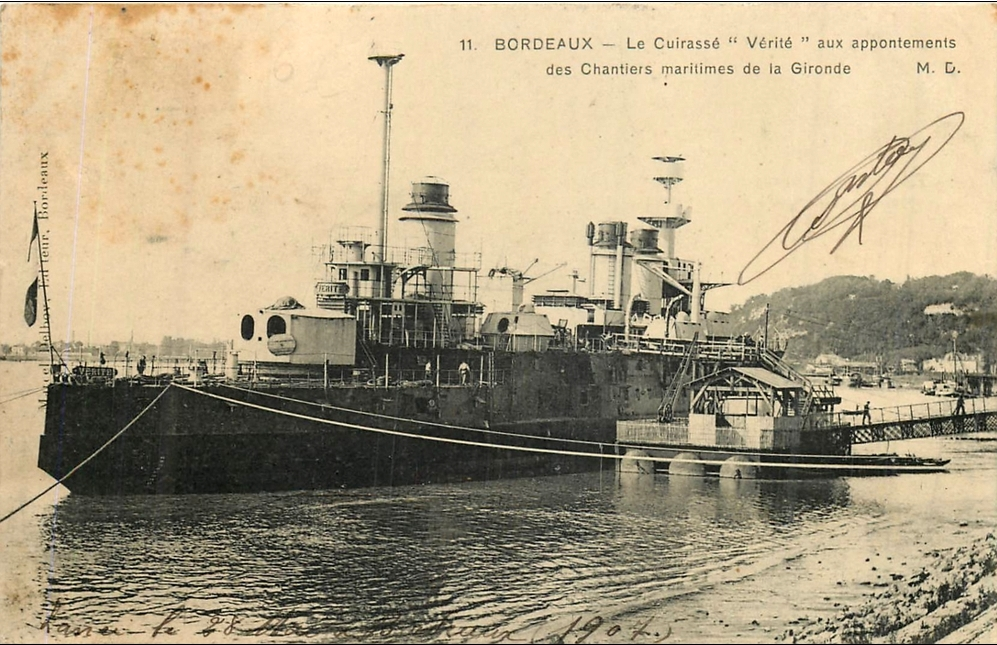
建造中的真理號戰艦，攝於1907年。

真理號戰艦由波爾多吉倫特鍛造和造船廠負責建造，其放置龍骨的日期約在1903年4月。經歷4年多的建造後，本艦於1907年5月28日首次下水，並在1908年9月11日完工，是自由級4艘艦中最晚下水及服役的艦艇。然而同時期英國的无畏号战列舰卻已在1906年12月2日開始服役，該艦採全巨砲設計（all-big-gun），主砲使用10門12英寸（300）口徑火跑，並使用能提供更高航速的蒸汽渦輪發動機當作推進系統，使得本艦及其它前無畏艦在服役時即性能過時。在正式服役前，海軍中將奧古斯汀·布埃·德·拉佩雷爾曾於1908年7月5日起登上真理號，並指揮包括杜佩蒂-圖阿爾號、弓弩號、鉤銃號、卡西尼號等艦組成的艦隊，帶領時任法國總統阿爾芒·法利埃前往波羅的海。艦隊先是前往敦克爾克，讓總統法利埃搭上本艦，然後接著航向波羅的海，並在中途停靠在丹麥哥本哈根及瑞典斯德哥爾摩。在艦隊停靠於斯德哥爾摩時，瑞典國王古斯塔夫五世曾登上真理號進行訪視。離開瑞典後，艦隊接著前往俄國列威利進行國事訪問，並在7月27日抵達該地，俄國沙皇尼古拉二世隨後也登上真理號進行視察，最後整個艦隊於1908年8月6日返回布雷斯特。
在1908年9月11日正式服役後，真理號於1908年9月15日離開布雷斯特，並於1908年10月1日抵達土倫。接著本艦與正義號及自由號一同編入地中海分艦隊第2總隊，隨後真理號與艦隊於1908年10月訪問比塞大。1908年12月28日，義大利西西里島美西納發生地震，隨後在12月30日時，法國海軍派遣正義號、真理號兩戰艦，以及箭袋號、軍樂號兩驅逐艦前去人道救援，救助當地的倖存者。1909年2月，第2總隊先是停泊於濱海自由城，接著在科西嘉島附近海域進行海上演習，隨後又於1909年4月26日回到維勒弗蘭奇，參與由總統法利埃舉行的海軍閱兵典禮。
在1909年上半年的剩餘日子中，真理號暫時沒有跟第2總隊隨行，不過本艦於1909年7月27日與艦隊一同參加在勒阿弗爾舉行的海軍閱兵典禮，這次典禮先是地中海分艦隊與北方分艦隊（Escadre du Nord）會合於勒阿弗爾，在當地先接受由總統法利埃舉行的海軍閱兵典禮。接著在10天過後，2組艦隊一同航行至瑟堡參與另一場由法國總統法利埃及俄羅斯沙皇尼古拉二世共同主持的大型海軍閱兵典禮。尼古拉二世是在訪問法國行程同時順勢參加此次閱兵典禮，並在當晚參加於真理號上舉行的大型招待會。1909年9月，真理號與正義號、自由號一同前往美國參加哈德遜-富爾頓慶典，慶祝歐洲人發現哈德遜河300週年。在海軍上將朱爾·勒·波德的指揮下，這3艘戰艦是第一支抵達美國的外國特遣艦隊。此次航行從布雷斯特為起點，在平均航速16節（30每小時；18英里每小時）下，經過7天才抵達美國紐約。包括美國海軍研究所在內的海軍專家在檢視後，都對本級艦的推進系統性能表示滿意。在經過一個多月後，3艦於1909年10月27日返回土倫。1910年2月18日，真理號與共和號、祖國號、蘇弗朗號、正義號、民主號一同前往胡安灣進行演習，演習項目以尼斯當作假想敵對港口進行模擬攻擊。在1910年5月21日至6月4日期間，真理號隨第1分艦隊一同在薩丁尼亞島及法屬阿爾及利亞之間的海域進行操演訓練；接著於1910年6月7日至18日期間隨第2分艦隊執行海上演習任務。同年12月初時，真理號等艦爆發多起大規模傷寒，多數船員遭到感染，迫使海軍高層要求疫情嚴重的艦艇僅能駐紮在胡安灣，試圖以隔離方式來控制疫情；所幸到12月15日時，艦上的疫情已經平息。

#### 1911年至1914年期間

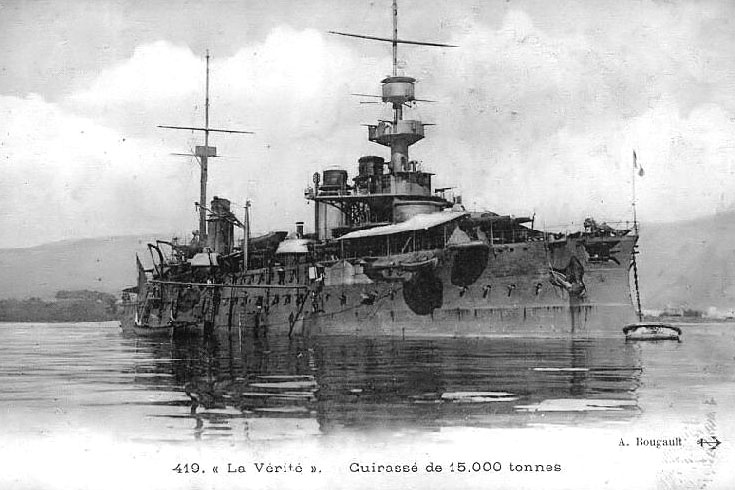
駐錨時的真理號戰艦。

1911年初，法國海軍在真理號與正義號上進行海軍無線電報實驗。實驗結果顯示，無線電報的接收距離可達到116（72英里）遠。1911年4月16日時，法國總統阿爾芒·法利埃、海軍部長泰奧菲勒·德爾卡塞、公共工程和郵電部長查爾斯·杜蒙等人搭乘真理號，並在其它軍艦護衛下前往比塞大。艦隊在2天後抵達該地，並於1911年4月19日在當地舉行一場閱兵典禮，參與的還包括2艘英國戰艦、2艘義大利戰艦，以及1艘西班牙巡洋艦等。護航艦隊後來於1911年4月29日返回土倫，總統阿爾芒·法利埃在艦隊抵達港口後，宣布獎賞船員們2倍糧食配給，並免除任何懲戒，來感謝他們傑出的表現。隨著次型丹東級戰列艦開始陸續服役，法國海軍於1911年8月1日將丹東級各艦分派至第1分艦隊，並將真理號等4艘同級艦，以及2艘共和級戰艦改編至第2分艦隊。1911年9月4日，2組分艦隊在土倫參與一場由總統阿爾芒·法利埃主持的大型艦隊閱兵儀式；隨後真理號與第2分艦隊於1911年9月11日駛往胡安灣及馬賽等海域進行海上演習，5天之後返回土倫。1911年9月25日，同級艦自由號因彈藥艙殉爆而損毀，事後推定起因為砲彈裝藥裡的硝化纖維自燃所造成的。爆炸造成的碎片重創停靠在自由號附近的數艘戰艦，其中包括真理號，不過本艦幸運地沒有人員傷亡。儘管爆炸事故發生，但艦隊在1911年餘下的時間裡仍照常進行操演及巡航任務，其中包括在1911年12月15日前，真理號隨艦隊巡航至萊斯薩林斯（Les Salins）、萊拉旺杜、波克羅勒島等。
1912年1月，真理號離開比塞大，前往加入正航向馬爾他的正義號、丹東號、雇傭兵號、卡拉賓號艦隊，5艘艦最後於1912年1月22日抵達瓦莱塔，並在當地巧遇遠從印度航行回來，正停留在馬爾他休憩的英王乔治五世及王后玛丽。第2分艦隊接著於1912年4月展開演習，而真理號與祖國號於4月25日一同前往位在耶爾沿岸的天然錨泊處進行砲術訓練。1912年5月21日，真理號與祖國號在正義號的陪同下離開土倫，前往馬賽及濱海自由城之間的海域進行一系列演習；航行途中，丹東號與3艦在海上會合，此時丹東號由剛升上海軍上將的奧古斯汀·布埃·德·拉佩雷爾帶領，並且正在招待英國威爾斯親王愛德華王子殿下，2人隨後一同登上真理號進行視察。1912年7月2日至7月12日間，布埃·德·拉佩雷爾在胡安灣視察2戰艦分艦隊，其中包括真理號。視察過後，布埃·德·拉佩雷爾帶領艦隊先巡航至科西嘉島，然後再前去比塞大。接著布埃·德·拉佩雷爾將旗艦職位轉移到真理號上，並帶領艦隊返回土倫。艦隊抵達土倫後，布埃·德·拉佩雷爾將旗艦職位再轉移至伏尔泰号。1912年8月20日，停靠於土倫的真理號突然響起警報，當時在船上的船員突然注意到艦上的彈藥艙上冒出濃濃黑煙，誤認為彈藥艙發生火災；然而事後調查是鍋爐艙的通風系統發生問題，導致鍋爐內積聚過多煙霧而到處蔓延所致。
1913年初，真理號隨第2分艦隊一同前往萊拉旺杜一帶海域進行操演訓練。法國海軍接著於1913年5月19日集結當時16艘戰艦，於土倫及薩丁尼亞島之間的海域進行大規模演習，並以法國總統雷蒙·普恩加萊主持的海軍閱兵典禮收場。本艦接下來於1913年7月1日至4日期間，隨第2分艦隊在外海進行砲術操演。自1913年8月23日起，本艦隨第2分艦隊離開土倫，並與朱爾·費里號、埃德加·吉涅號2艘裝甲巡洋艦，以及2組驅逐區艦隊於大西洋海域進行海上操演訓練。在前往布雷斯特途中，艦隊還短暫停靠在丹吉爾、魯瓦揚、勒韋爾東、拉帕利斯、基伯龍灣、瑟堡等地，最終於1913年9月20日抵達目的地，同時在當地遇到一支由4艘戰艦、5艘巡洋艦組成的俄羅斯分艦隊。在布雷斯特停靠一段日子後，第2分艦隊開始返航，並在中途停靠在加的斯、丹吉爾、凱比爾港、阿爾及爾、比塞大，最終於1913年11月1日抵達土倫。在停泊於加的斯時，真理號的錨鍊突然斷裂，差點撞上停靠於一旁的西班牙籍鐵甲艦佩拉約號，幸好艦上的鍋爐工迅速啟動鍋爐，讓本艦及時避免與佩拉約號發生相撞意外。真理號接者於1913年12月3日時，與正義號、共和號、民主號一同進行魚雷操演及測距訓練。
1914年初，真理號隨第2分艦隊轉移至萊斯薩林斯，並於1914年1月19日隨分艦隊一同進行魚雷操演。同月下旬，本艦又隨第2分艦隊航往比塞大，然後於1914年2月6日返回土倫。真理號、正義號、共和號、民主號後於1914年3月4日被法國海軍調遣至第1戰艦分艦隊，並與第2輕裝分艦隊前往薩丁尼亞島及韋基奧港。第2輕裝分艦隊又於1914年3月30日前往馬耳他訪問英國地中海艦隊，直到1914年4月3日才返回土倫。法國海軍部長阿曼德·哥蒂亞在1914年5月21日時，搭乘真理號前往科西嘉島阿雅克肖，接著又前往比塞大視察。在1914年5月24日抵達阿雅克肖後，阿曼德·哥蒂亞在回程時轉而搭乘孤拔號返回法國本土。本艦後來還於1914年6月份期間隨艦隊訪問各個港口，但在奧匈帝國皇儲弗朗茨·斐迪南大公於1914年6月遇刺後，歐洲大陸於7月開始爆發戰爭危機，所有艦隊僅能在港口待命。隨著國際緊張局勢加劇，法國海軍同意各艦可在沿岸進行短期操演行動。

### 第一次世界大戰期間

#### 亞得里亞海與達達尼爾海峽戰役
當第一次世界大戰於1914年7月爆發後，法國政府便在1914年8月1日宣布全面動員。海軍上將奧古斯汀·布埃·德·拉佩雷爾於次日下令所有法國艦隊需在22：15時開始預先運轉鍋爐，以便讓所有軍艦能夠在次日早些時刻啟程出發至法屬北非。為避免遭到以格本號大巡洋艦為首的德國地中海支艦隊襲擊，法國海軍決定派遣所有可以戰鬥的軍艦護衛往來於法屬北非至本土間的部隊運輸艦群。法國海軍將真理號編至法國地中海艦隊第2分艦隊第1總隊。本艦最初的任務為協助護航法國陸軍第19軍團共7000名軍人從阿爾及爾到法國本土，該軍團分別由7艘客輪搭載。護航至中途時，第1總隊將任務交接給前來支援的讓·巴爾號、孤拔號、孔多塞號、韋尼奧號等艦，讓後者護航運輸艦隊返回法國本土；而德艦格本號在砲擊邦纳與菲利普維爾的法軍設施後，就徑直地朝君士坦丁堡方向離去，而非針對地中海航運進行襲擊，所以本艦最終沒有與德艦相遇。
隨著英國與法國在1914年8月12日向奧匈帝國宣戰，戰事持續地擴大當中，法國海軍緊接著派遣第1分艦隊與第2分艦隊到南亞得里亞海阻止奧匈帝國海軍從中地中海海域突破。法國艦隊於1914年8月15日抵達奧特朗托海峽，並與在奧索尼島北方海域巡邏的英艦防衛號及韋茅斯號會合。布埃·德·拉佩雷爾接著帶領英法艦隊駛入亞得里亞海，試圖與奧匈帝國艦隊展開激戰。第二天清晨，英法兩軍的巡洋艦皆發現有不明船艦接近中，後來確認是正在執行封鎖蒙特內哥羅沿岸任務的奧匈帝國艦艇澤塔號及烏蘭號，隨後爆發安提瓦里海戰。布埃·德·拉佩雷爾在剛開始時下令所有戰艦先鳴炮示警，但此舉不僅造成聯軍艦隊的砲手混亂，同時讓烏蘭號順利逃脫。航速較慢的澤塔號同樣試圖逃離戰線，不過聯軍艦隊以戰列線戰術發動攻勢，砲火多次命中澤塔號，使得該艦發動機失效，同時也造成艦體發生火災，隨後不久就沉入海底。英法聯軍在海戰勝利後，也撤回至原本控制的海域範圍。
1914年9月1日，真理號隨艦隊前往卡塔羅，試圖以轟炸設施來引誘奧匈帝國艦隊出來對戰，但由於奧軍嚴禁任何艦隻出海交戰而未能成功。另一方面，聯軍許多艦隻受到安提瓦里海戰影響，除了在交戰過程中的短暫時間內，火炮一直處在上膛階段，準備在發現敵艦時即可迅速開火。聯軍接著在1914年9月18日至19日期間再次派遣艦隊入侵亞得里亞海，並一度推進到維斯島一帶海域。1914年9月18日至19日期間，真理號隨艦隊再次入侵亞得里亞海，並一度推進到維斯島一帶海域。為了加強達達尼爾海峽的海軍實力，法國海軍於1914年9月24日將真理號調遣至由海軍准將埃米爾·保羅·阿馬布勒·蓋普拉特指揮的達達尼爾海峽總隊，接著本艦就航向提涅多斯島與駐紮在島上的艦隊會合。此時英法聯軍正集結一支海軍，能夠抵禦格本號等艦從達達尼爾海峽出擊的實力；該艦隊由英國不倦號及不撓號等艦組成，聯軍規劃這2艘英國戰鬥巡洋艦主要負責攻擊格本號，而真理號與蘇弗朗號則負責攻擊老舊的鄂圖曼戰艦巴巴羅薩·海雷丁號及圖爾古特雷斯號。
原本英法聯軍估計德艦會與鄂圖曼艦艇一同出擊，然而該預測最後沒有發生，於是英國海軍總司令萨克维尔·卡登轉而命令這4艘艦砲擊達達尼爾海峽沿岸的鄂圖曼海防要塞，來測試鄂圖曼的海防實力。接著4艘艦分成2組，2艘英國戰鬥巡洋艦攻擊位在歐洲一側的要塞，而2艘法艦則砲擊亞洲一側的要塞；2組艦隊都對攻擊目標持續砲擊約10分鐘左右，蘇弗朗號以15節（28每小時；17英里每小時）帶領真理號接近目標約12,000至13,000米（13,000至14,000 yd）遠的距離，接著開始砲擊庫姆卡萊及歐哈涅特普（Orhaniye Tepe）2座海防要塞。本艦在這次任務中共消耗25枚194（7.6英寸）口徑砲彈，蘇弗朗號在當日戰鬥中則消耗30發305（12.0英寸）口徑砲彈與227發164（6.5英寸）口徑砲彈。英國的戰鬥巡洋艦最後成功炸毀塞迪爾巴希爾要塞的彈藥庫，而法艦對要塞內的鄂圖曼駐軍造成重大傷亡，估計有150至600名鄂圖曼軍人喪生或受傷。蓋普拉特接著在旗艦高盧人號上，迅速將真理號、查理曼號、聖路易號等4艦組成一支艦隊，協助封鎖達達尼爾海峽，另外還下令各艦巡邏前往士麥那及保加利亞德代阿阿奇港口的艦隻，阻止任何一艘艦運送禁運品至鄂圖曼帝國。後來英法聯軍擔心其它海域維持的海軍力量不足，因此於1914年12月18日將真理號調離達達尼爾海峽總隊。

#### 希臘戰役
自英法聯軍於1916年從加里波利半島撤軍後，協約國陣營開始將目標轉移到巴爾幹半島。此時巴爾幹半島上的希臘王國自戰爭爆發後一直保持中立狀態，這是由於希臘國王康斯坦丁一世較親近德國，加上他的王后索菲是威廉二世的妹妹，所以康斯坦丁一世一直不願對德國宣戰；然而協約國陣營已經厭倦了康斯坦丁一世的中立態度，並且希望在巴爾幹半島開啟新戰線。為了逼迫希臘政府倒向協約國一方，法國海軍開始在愛琴海集結軍艦，向一直在戰爭中保持中立的希臘王國施加壓力。此時真理號與先前達達尼爾海峽總隊的成員一同駛入薩洛尼卡，並在1916年5月5日執行任務時，與祖國號遇到一艘正在執行偵察任務的齊柏林飛船，2艦的船員奮力地利用防空炮進行防禦，最終將飛船擊落。1916年6月，法國海軍開始重組艦隊，將位於薩洛尼卡的真理號及2艘自由級戰艦、2艘共和級戰艦一同改編為第3分艦，其主要任務是向希臘政府施壓。在1916年6月至7月期間，本艦一直在薩洛尼卡與穆茲羅斯之間交替駐紮，並在7月底隨艦隊轉移至凱法利尼亞島。
自1916年8月起，希臘親協約國人士發起十一月事件，準備推翻君主制，英法兩國眼看機不可失，立刻軍事介入這起事件中。法國軍方接著在1916年12月1日派遣部隊在雅典登陸，以便支援親協約國一派，而真理號等艦則在沿岸準備進行支援。不過在雅典的戰事並不如意，英法部隊被希臘保皇派軍隊及武裝平民擊敗，只得再度搭艦撤離，之後司令部下令海上封鎖保皇派控制的希臘地區。這場僵局延燒到1917年6月時，英法聯軍開始發動更強地軍事干預，法國海軍預計將艦隊分成數隊，同時進駐數個保皇派控制的港口，而真理號與布呂克斯號預計進駐比雷埃夫斯，但在實際行動前，康斯坦丁一世就因頂不住壓力而被迫遜位，親協約國人士上臺，新政府默認盟軍在馬其頓的軍事行動，而聯軍也於1917年6月16日解除海上封鎖。由於在希臘的任務達成，第3分艦隊正式解編，真理號隨後於1917年7月1日調回第2分艦隊，與2艘同型艦及3艘丹東級戰艦在同一分艦隊裡。由於接下來有一段時間煤炭短缺，第2分艦隊僅能一直駐防在科孚島，無法執行主要任務或操演等行程，對艦上船員的效率及士氣產生負面影響。
1918年3月，法國海軍指派本艦前往穆茲羅斯，代替在東部總隊（Eastern Division）協防的共和號。由於德軍在先前攻佔俄國的塞瓦斯托波爾，並成功地搶奪到數艘俄軍軍艦，為了應對德軍會利用俄軍艦從黑海出擊的可能性，法國於1918年4月調來正義號與祖國號，隨後英國也調來2艘納爾遜勳爵級戰艦，該艦隊更名為薩洛尼卡總隊（Salonika Division），準備應付德艦的來襲。然而這樣的安排僅維持一段時間就解散了。真理號與正義號於1918年7月調回第2分艦隊，接著整個艦隊再度面臨燃煤短缺的困境，導致所有法艦幾乎癱瘓無法運轉。1918年10月下旬過後，同盟國陸續向英法兩國簽署停戰協定，這象徵著第一次世界大戰正式結束。法國海軍接著將第2分艦隊調往君士坦丁堡，來監督投降的鄂圖曼帝國軍隊。

### 第一次世界大戰後
當戰爭結束後，法國海軍將正義號與民主號調往俄國干涉內戰，然而真理號沒有一同被調去俄國，而是直接被調回法國本土，並在1919年8月1日轉為後備役，不再到第1線執行任務。鑒於艦體過於老舊，法國海軍於1921年5月18日將本艦從海軍名錄上除籍，並在同年9月拖至義大利薩沃納拆解。